# Kaserne (Weißenburg)

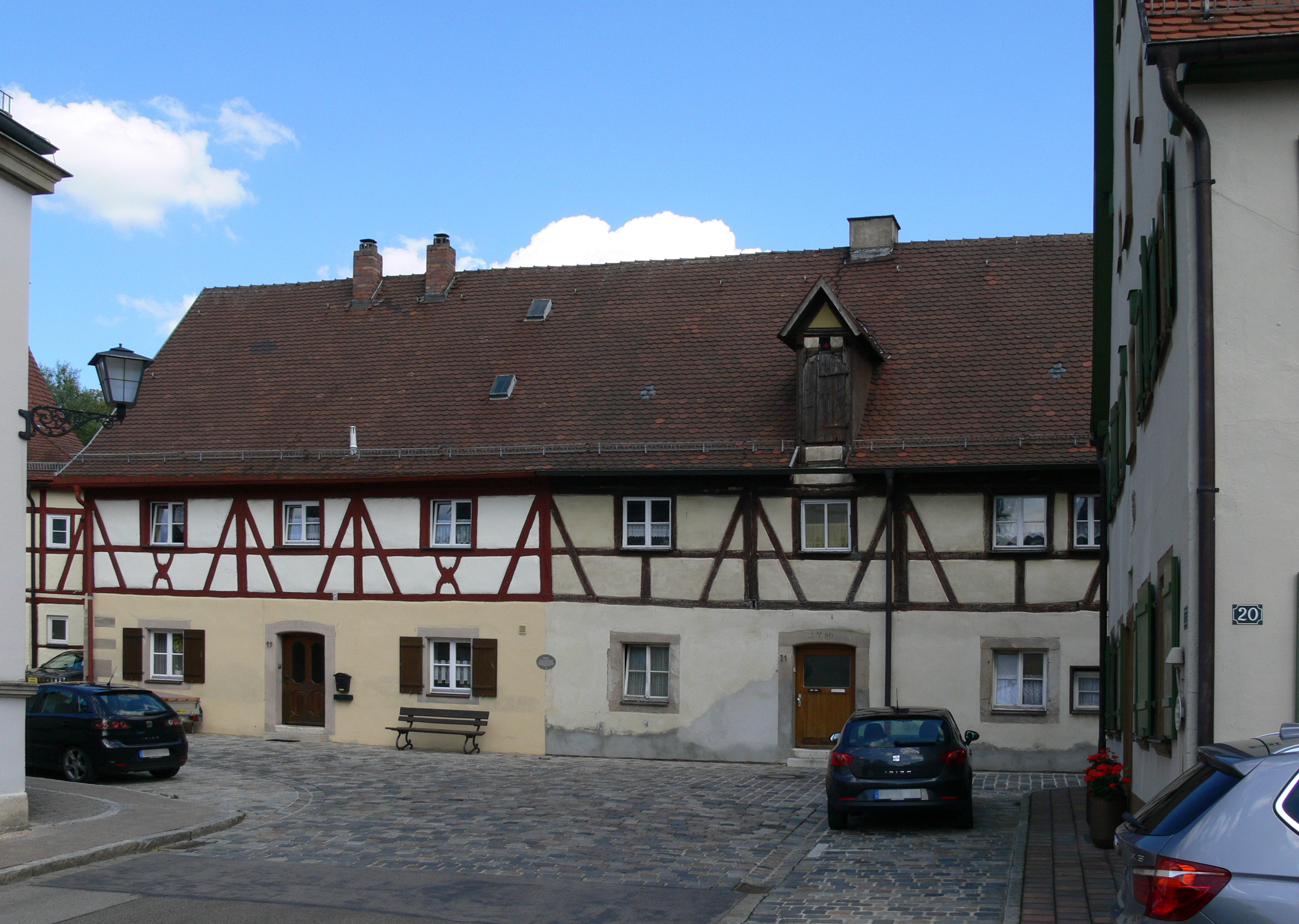
Kaserne, aufgenommen am 30. Juli 2012

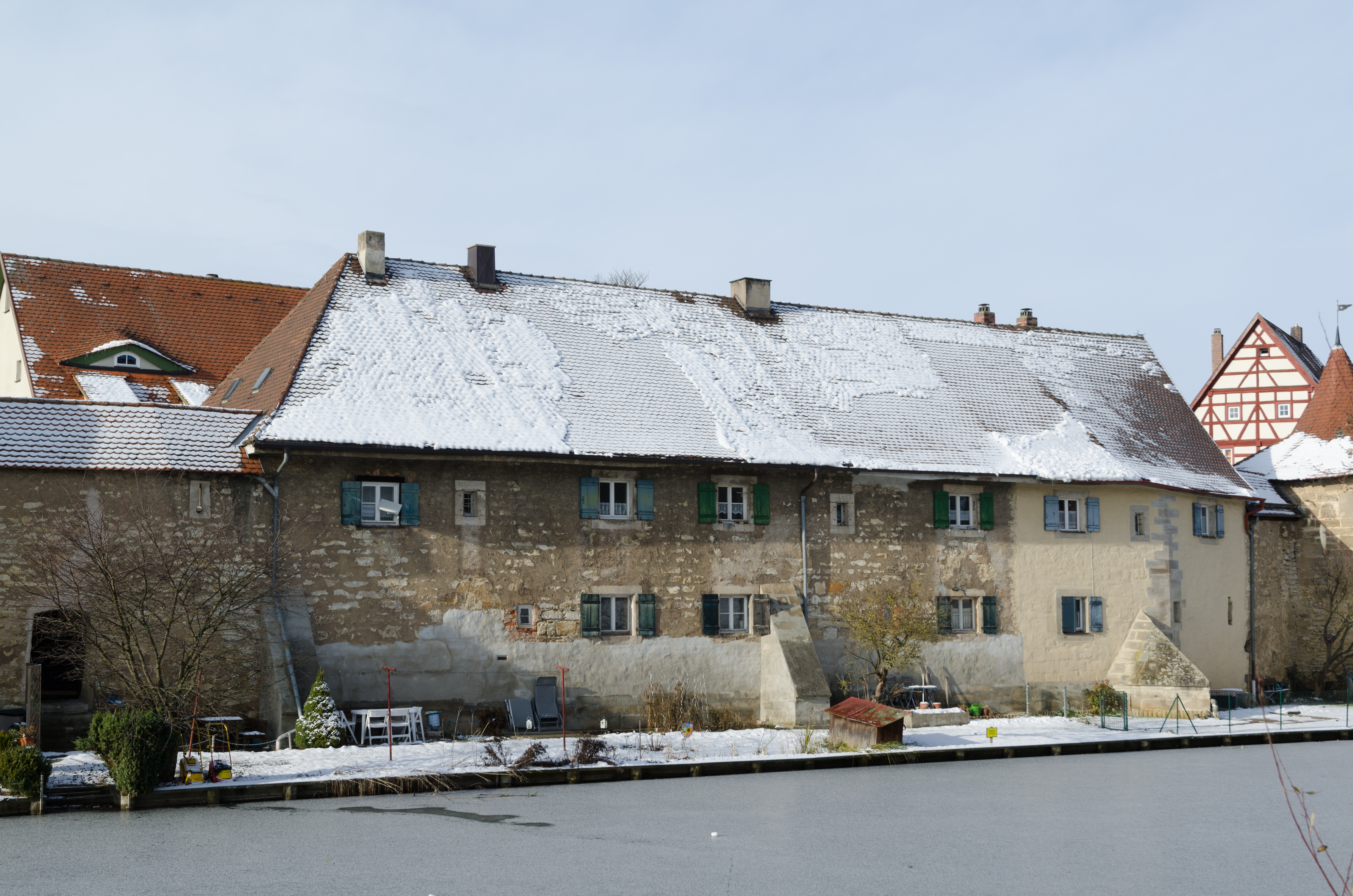
Das Gebäude, fotografiert von außerhalb der Altstadt

Die Kaserne ist ein Doppelhaus mit der Adresse Seeweihermauer 19 und 21 in der denkmalgeschützten Altstadt von Weißenburg in Bayern im mittelfränkischen Landkreis Weißenburg-Gunzenhausen. Die Kaserne ist unter der Denkmalnummer D-5-77-177-439 als Baudenkmal in die Bayerische Denkmalliste eingetragen.
Das Gebäude wurde an die Stadtmauer, in diesem Abschnitt Seeweihermauer genannt, aufgesetzt. Das Bauwerk steht im Osten der Weißenburger Altstadt am Einfluss der Bortenmachergasse in die Straße Seeweihermauer umrahmt von weiteren Baudenkmälern auf einer Höhe von 424 Metern über NHN.
Das Gebäude ist ein dreiteiliger, zweigeschossiger Satteldachbau mit Fachwerk und teilweisem Putz. Es wurde zwischen 1705 und 1707 als Soldatenquartier auf Beschluss des Stadtrates von 1704 infolge des Spanischen Erbfolgekriegs und der schlechten Erfahrungen aus dem Dreißigjährigen Krieg. 1780 gab es eine längere Umbauphase. Die beiden Haushälften sind nahezu identisch aufgebaut und bestehen aus jeweils acht Zimmern.